# Zoltán Horváth
Zoltán Horváth, född 12 mars 1937 i Balatonfüred, död 12 juni 2025 i Budapest, var en ungersk fäktare.
Horváth blev olympisk guldmedaljör i sabel vid sommarspelen 1960 i Rom.